# Christian Kastrop (Fechtmeister)
Christian Kastrop war von 1819 bis 1846 Fechtmeister an der Universität Göttingen. Er entwickelte die kommentgemäße Technik des Hiebfechtens für den Göttinger Hieber, einer Vorgängerwaffe des Korbschlägers. Dabei wurde der Hieb so geschlagen, dass der Gegner ihn gleichzeitig parieren konnte. Diese Technik wurde u. a. von Friedrich August Wilhelm Ludwig Roux verfeinert, der sie dann in Jena einführte.